# Legs
Legs is een single uit 1984 van ZZ Top van het album Eliminator.
De videoclip, geregisseerd door Tim Newman, won in 1984 de MTV Video Music Award for Best Group Video.
Het was de derde clip in de serie met de ZZ Eliminator Car, een Ford Coupe uit 1933.

## Bezetting
- Billy Gibbons: zang, gitaar
- Dusty Hill: basgitaar
- Frank Beard: drum

## NPO Radio 2 Top 2000
| Nummer met noteringen in de NPO Radio 2 Top 2000 | '09  | '10 | '11  | '12  | '13  | '14  | '15  | '16  |
| ------------------------------------------------ | ---- | --- | ---- | ---- | ---- | ---- | ---- | ---- |
| Legs                                             | 1416 | -   | 1412 | 1474 | 1587 | 1412 | 1733 | 1920 |

1. ↑  Een '-' betekent dat het nummer niet was genoteerd en een vetgedrukt getal geeft de hoogste notering aan.
2. ↑  2009 was het eerste jaar met een notering voor dit nummer.
3. ↑  Deze tabel is bijgewerkt tot en met de laatste editie (2024).